# Campiglossa snowi
Campiglossa snowi este o specie de muște din genul Campiglossa, familia Tephritidae. A fost descrisă pentru prima dată de Erich Martin Hering în anul 1944. Conform Catalogue of Life specia Campiglossa snowi nu are subspecii cunoscute.